# Calliotropis niasensis
Calliotropis niasensis is een slakkensoort uit de familie van de Eucyclidae. De wetenschappelijke naam van de soort is voor het eerst geldig gepubliceerd in 1925 door Thiele.